# Сколимус
Ско́лимус (лат. Scolymus) — род цветковых растений, относящийся к семейству Сложноцветные (Asteraceae).

## Ботаническое описание
Однолетние, двулетние и многолетние стержнекорневые травянистые растения с шипами. Стебель часто единственный, простой или довольно сильно разветвлённый, с колючими шероховатыми или паутинисто-опушёнными крыльями. Листья прикорневые и очерёдные стеблевые, продолговатые, ланцетные, обратноланцетные или линейные, зубчатые до перисто-лопастных, по краям с многочисленными шипами, по жилкам шероховатые или довольно мягко опушённые.
Корзинки одиночные или в колосовидных или кистевидных метёлках, обычно сидячие в пазухах прицветников, редко на облиственных цветоносах. Обёртка колокольчатая до бочковидной, многорядная, листочки её плёнчатые, почти равные, ланцетные до ланцетно-линейных, с колюче-шиповатой верхушкой. Цветки все язычковые, жёлто-оранжевые, редко белые, в числе 30—60 и более.
Семянки сжатые с боков, краевые более длинные, чем срединные. Хохолок отсутствует или представлен 2—5 хрупкими щетинками.

## Ареал
Европейско-средиземноморский род, завезённый в Северную Америку.

## Значение
Корни и листья некоторых видов (особенно сколимуса испанского) употребляются в пищу.

## Таксономия
Scolymus [Tourn.] L., Sp. Pl. 2: 813 (1753), Gen. Pl. ed. 5, 355 (1754).

### Синонимы
- Myscolus (Cass.) Cass., 1822

### Виды
- Scolymus hispanicus L. — Сколимус испанский
- Scolymus grandiflorus Desf.
- Scolymus maculatus L. — Сколимус пятнистый